# 实达天空88公寓
实达天空88（英語：Setia Sky 88） 位于马来西亚柔佛州新山市的摩天大楼，是三栋住宅大厦，其中的altus大厦建成时曾为新山市最高的摩天大楼，高度为220公尺，建成一年后却被御庭阁分别以279公尺和256公尺的高度超越。现为新山市第三高的摩天大楼。这座超高层住宅塔楼于2014年竣工，由三座55至60层的塔楼组成，其不仅因其高度而脱颖而出，还因其设计而独具特色。其中公寓被设计成半独立式的空中住宅，可俯瞰新加坡和柔佛的美景。除了高度和景观之外，这些公寓还配有50多种不同的设施，包括游泳池、水疗中心和美食厨房等。